# Bovina (Colorado)
Bovina é uma cidade situada no condado de Lincoln, no estado do Colorado, Estados Unidos.
Fundada em 1886 a cidade era um movimentado centro até a Grande Depressão. Após isso Bovina foi reduzida a uma comunidade pequena. Esse declínio resultou em hotéis, restaurantes, postos de gasolina, mini mercados e áreas residenciais abandonadas.
Bovina localiza-se na velha auto-estrada US 24 na interestadual 70 na saída 376, ao longo da ferrovia Union Pacific entre Limon e Burlington a aproximadamente 7 milhas de Genoa. Recentemente casas tem sido construídas na área de Bovina. O que mostra que mesmo que lentamente a cidade tende a seguir crescendo e voltar a ser o centro movimentado que fora antes da crise.